# Polycentropus chelatus
Polycentropus chelatus là một loài Trichoptera trong họ Polycentropodidae. Chúng phân bố ở miền Tân bắc.